# Kopalnia Węgla Kamiennego Teresa

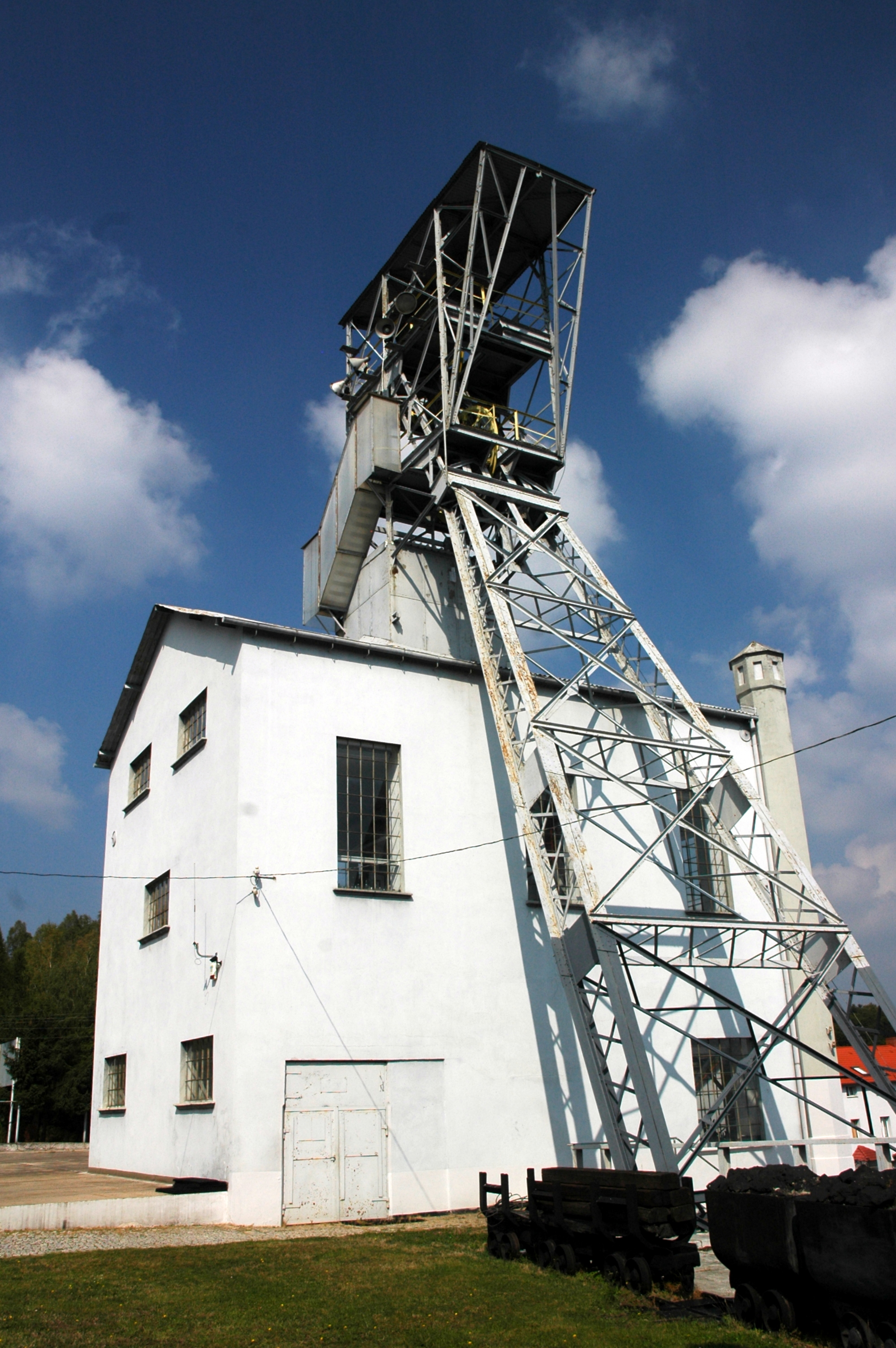
Kopalnia Węgla Kamiennego Teresa

Kopalnia Węgla Kamiennego Teresa („Cesar”.  „Cäsar Gruben”. „Theresien Schacht”) – kopalnia węgla kamiennego w Wałbrzychu działająca w latach 1864–1991. Kopalnia mieściła się w dzielnicy Rusinowa przy ulicy Noworudzkiej i ulicy Ayrtona Senny.
 Obiekt wpisany jest do rejestru zabytków: 
budynek nadszybia, 1864, nr rej.: A/718/824/WŁ z 25.08.1981
- budynek maszyny wyciągowej, 1890, nr rej.: A/5215/1572/WŁ z 21.05.1997
- otoczenie budynków, nr rej.: A/5922 z 13.05.2014

## Historia
Kopalnia Caesar powstała w 1864 roku i była własnością ziemskiego  von Craussa. W 1921  Kopalnia  „Cesar”  została kupiona przez Hochbergów. W 1945 roku kopalnia przestała być eksploatowana, została zmieniono nazwę na Kopalnia Teresa. W krótkim czasie kopalnia została włączona do kopalni Julia (Thorez). W 1953 roku ponownie wznowiono wydobycie węgla. Likwidacja kopalni nastąpiła w 1991 roku, wymontowano  wtedy większość urządzeń z kopalni. W skład kopalni wchodziły m.in.:
- Budynek maszyny wyciągowej wraz z maszyną wyciągową z 1924 roku.
- Budynek biurowy z łaźnią, rozdzielnie i magazyny oraz warsztaty.
- Basztowa murowana wieża wyciągowa z 1864 roku wraz z wieżą metalową zastrzałową z 1930 roku

Budynek nadszybia 25 lipca 1991 roku został wpisany na listę zabytków przez Wojewódzkiego Konserwatora Zabytków w Wałbrzychu. W 1997 roku Kopalnię Teresa kupił kierowca rajdowy Jerzy Mazur, obiekt został odrestaurowany. Kopalnia wraz z zabudową została przekształcona w salon samochodowy i prywatne Muzeum Górnictwa i Sportów Motorowych.